# Hanki (gromada)
Hanki (od 31 XII 1959 Mirosławiec) – dawna gromada, czyli najmniejsza jednostka podziału terytorialnego Polskiej Rzeczypospolitej Ludowej w latach 1954–1972.
Gromady, z gromadzkimi radami narodowymi (GRN) jako organami władzy najniższego stopnia na wsi, funkcjonowały od reformy reorganizującej administrację wiejską przeprowadzonej jesienią 1954 do momentu ich zniesienia z dniem 1 stycznia 1973, tym samym wypierając organizację gminną w latach 1954–1972.
Gromadę Hanki z siedzibą GRN w Hankach utworzono – jako jedną z 8759 gromad na obszarze Polski – w powiecie wałeckim w woj. koszalińskim na mocy uchwały nr 43/54 WRN w Koszalinie z dnia 5 października 1954. W skład jednostki weszły obszary dotychczasowych gromad Hanki, Setnica, Sadowo, Jadwiżyn, Bronikowo i Nieradz ze zniesionej gminy Hanki oraz obszar dotychczasowej gromady Próchnowo ze zniesionej gminy Lubiesz w tymże powiecie. Dla gromady ustalono 10 członków gromadzkiej rady narodowej.
1 stycznia 1958 do gromady Hanki włączono wieś Łowicz Wałecki ze zniesionej gromady Stara Korytnica w powiecie drawskim w tymże województwie.
31 grudnia 1959 do gromady Hanki włączono wieś Orla ze zniesionej gromady Stara Studnica w powiecie drawskim w tymże województwie, po czym gromadę Hanki zniesiono przez przeniesienie siedziby GRN z Hanek do Mirosławca i zmianę nazwy jednostki na gromada Mirosławiec.